# Rajd Świdnicki 2011
Rezultaty Rajdu Świdnickiego (39. Rajd Świdnicki-Krause), 2. rundy Rajdowych Samochodowych Mistrzostw Polski w 2011 roku, który odbył się w dniach 8-10 kwietnia. Rajd przerwano po 12 odcinkach specjalnych (z czego dwa: piąty i ósmy odwołano), po tragicznych wydarzenia, które miały miejsce na jedenastym OS-ie. Na tym odcinku specjalnym "Wolibórz - Jodłownik" doszło do tragicznego wypadku. Załoga nr 46 jadąca samochodem Honda Civic Type-R w składzie Sylwester Olszewski i pilotem Michałem Całkiem wypadli z drogi i uderzyli w drzewo. W wyniku tego wypadku kierowca zmarł tego samego dnia.

## Wyniki[2]
| Miejsce | Kierowca             | Pilot             | Samochód                    | Grupa-Klasa | Czas      | Strata |
| ------- | -------------------- | ----------------- | --------------------------- | ----------- | --------- | ------ |
| 1.      | Bryan Bouffier       | Xavier Panseri    | Peugeot 207 S2000           | S2000       | 57:56.8   |        |
| 2.      | Michał Sołowow       | Maciej Baran      | Ford Fiesta S2000           | S2000       | 59:01.3   | 1:04.5 |
| 3.      | Tomasz Kuchar        | Daniel Dymurski   | Mitsubishi Lancer Evo V     | N-4         | 59:05.2   | 1:08.4 |
| 4.      | Kajetan Kajetanowicz | Jarosław Baran    | Subaru Impreza              | N-4         | 58:55.3   | 1:08.5 |
| 5.      | Leszek Kuzaj         | Jakub Gerber      | Mitsubishi Lancer Evo X     | N-4         | 59:06.9   | 1:10.1 |
| 6.      | Michał Bębenek       | Grzegorz Bębenek  | Mitsubishi Lancer Evolution | N-4         | 59:18.6   | 1:21.8 |
| 7.      | Grzegorz Grzyb       | Daniel Siatkowski | Peugeot 207 S2000           | S2000       | 59:31.8   | 1:35.0 |
| 8.      | Tomasz Czopik        | Przemysław Zawada | Mitsubishi Lancer Evo IX    | N-4         | 1:00:18.7 | 2:21.9 |
| 9.      | Mariusz Stec         | Joanna Madej      | Mitsubishi Lancer Evo IX    | N-4         | 1:00:24.1 | 2:27.3 |
| 10.     | Jan Chmielewski      | Maciej Wilk       | Citroën DS3                 | R           | 1:02:27.5 | 4:30.7 |